# Frohen-le-Petit
Pour les articles homonymes, voir Frohen.
Frohen-le-Petit est une ancienne commune française, située dans le département de la Somme et la région Hauts-de-France.

## Géographie
Le village de Frohen-le-Petit se trouve par longitude 02° 12' 23" Est et par latitude 50° 11' 52" Nord, situé sur l'Authie. Avant la fusion, sa superficie était de 1,71 km². L'altitude varie de 39 m à 107 m, avec une altitude moyenne de 100 m.

## Toponymie
Le nom de la localité est attesté sous les formes Frohens-le-Petit en 1301 ; Petit Frochain en 1638 ; Frohent-le-Petit en 1648 ; Frohen-le-Petit en 1764.

## Histoire
Les deux villages homonymes ont été concernés par les mêmes seigneuries.
Depuis le 1er janvier 2007, Frohen-le-Petit et Frohen-le-Grand ont fusionné dans la nouvelle commune de Frohen-sur-Authie.

## Administration
| Période                                  | Période          | Identité               | Étiquette | Qualité |
| ---------------------------------------- | ---------------- | ---------------------- | --------- | ------- |
| Les données manquantes sont à compléter. |                  |                        |           |         |
| 1803                                     | 1813             | ? Joseph et ? Révillon |           |         |
| Les données manquantes sont à compléter. |                  |                        |           |         |
| 1813                                     | 1848             | ? Duval                |           |         |
| 1848                                     | 1878             | Fulgence Duval         |           |         |
| 1878                                     | 1882             | ? Mouret               |           |         |
| 1882                                     | ?                | ? Roussel              |           |         |
| Les données manquantes sont à compléter. |                  |                        |           |         |
| 1919                                     | 1945             | Joseph Duval           |           |         |
| 1945                                     | 1954             | Roger Ancelin          |           |         |
| 1954                                     | 1993             | Charles Renard         |           |         |
| 1993                                     | 2001             | Michel Duval           |           |         |
| mars 2001                                | 31 décembre 2006 | Marie-Claude Chabé     |           |         |

## Démographie
| 1793 | 1800 | 1806 | 1821 | 1831 | 1836 | 1841 | 1846 | 1851 |
| ---- | ---- | ---- | ---- | ---- | ---- | ---- | ---- | ---- |
| 72   | 85   | 90   | 68   | 78   | 81   | 75   | 75   | 75   |

| 1856 | 1861 | 1866 | 1872 | 1876 | 1881 | 1886 | 1891 | 1896 |
| ---- | ---- | ---- | ---- | ---- | ---- | ---- | ---- | ---- |
| 72   | 66   | 69   | 74   | 66   | 61   | 63   | 60   | 63   |

| 1901 | 1906 | 1911 | 1921 | 1926 | 1931 | 1936 | 1946 | 1954 |
| ---- | ---- | ---- | ---- | ---- | ---- | ---- | ---- | ---- |
| 72   | 72   | 69   | 54   | 37   | 35   | 45   | 51   | 46   |

| 1962 | 1968 | 1975 | 1982 | 1990 | 1999 | 2006 | - | - |
| ---- | ---- | ---- | ---- | ---- | ---- | ---- | - | - |
| 49   | 47   | 42   | 33   | 30   | 25   | 25   | - | - |

## Lieux et monuments
- Église Saint-Pierre. Le chœur du XVIe siècle est classé en 1926. Elle contient les pierres tombales de la famille Perrot de Fercourt, seigneur de Frohen-le-Grand et Frohen-le-Petit, de Marie-Antoinette de Créquy-Canaples, de la famille du Passage et de l'abbé Dubos, curé pendant 48 ans, décédé en 1699[5].

- Oratoire de 1974, sur les bords de l'Authie. Une Vierge de bronze est abritée par une coupole soutenue par quatre piliers[5].